# Temnopteryx larvalis
Temnopteryx larvalis är en kackerlacksart som beskrevs av Karlis Princis 1963. Temnopteryx larvalis ingår i släktet Temnopteryx och familjen småkackerlackor. Inga underarter finns listade i Catalogue of Life.